# Benilloba

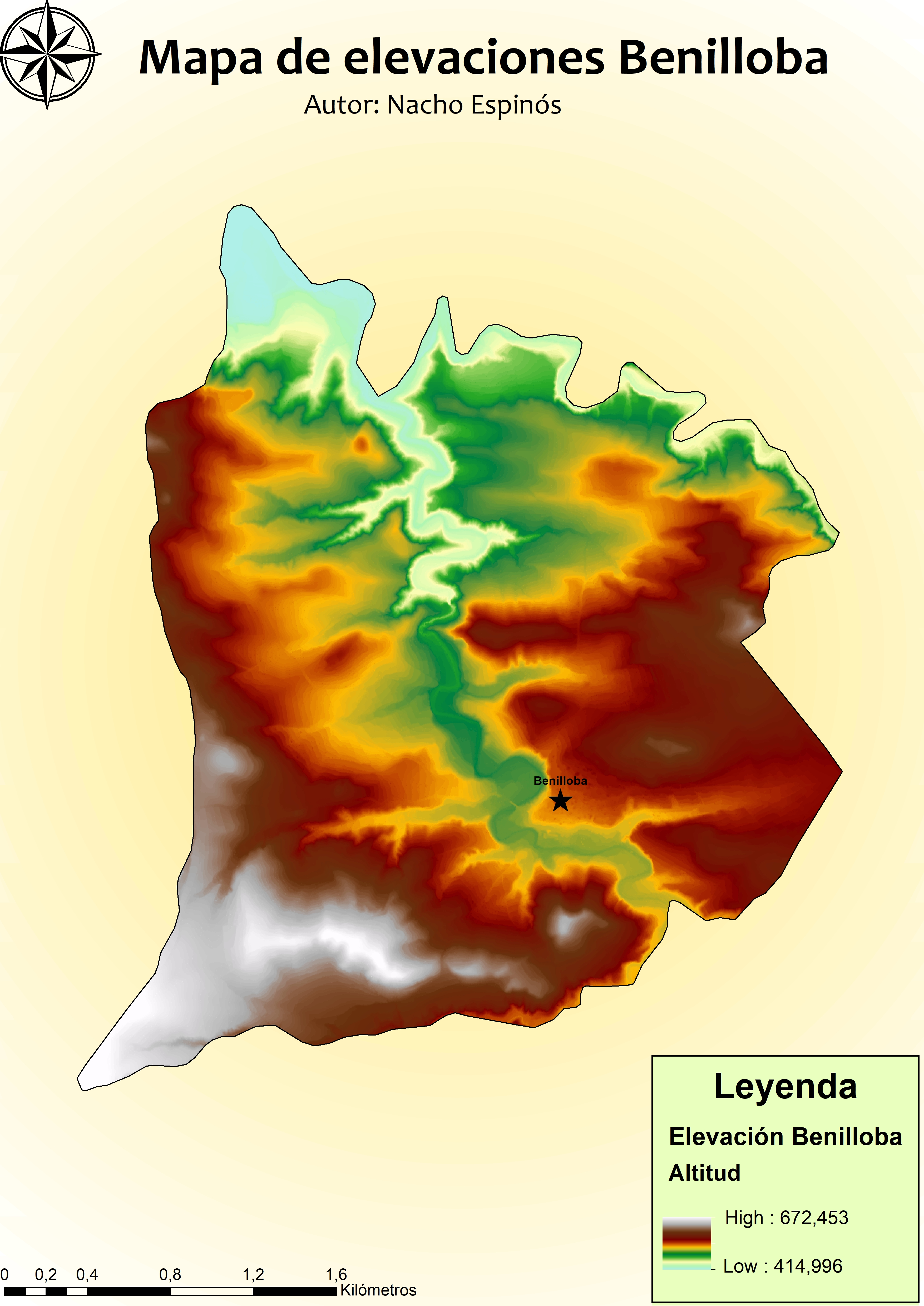
Mapa de elevaciones del término municipal de Benilloba.

Benilloba es un municipio y localidad española de la Comunidad Valenciana, perteneciente a la provincia de Alicante. Ubicado en la comarca del Condado de Cocentaina, cuenta con una población de 747 habitantes (INE 2024).

## Toponimia
El topónimo deriva del árabe بني لوبة (banī lūba). Se trata de una hibridación entre el árabe banī («hijos [de]») y lūba (del latín lupa, «loba»).
De acuerdo con esto, el nombre de Benilloba podría llegar a explicarse acudiendo a una leyenda local según la cual el nombre procedería de «hijos del lobo o de la loba», pues cuentan que cuando los almorávides invadieron la Península ibérica, surgieron grupos de gentes que lucharon valientemente contra los invasores. Uno de los más destacados caudillos locales en esa lucha, Muhammad ibn Mardanis, al que su arrojo en las batallas le valió el sobrenombre del Rey Lobo, parece ser el que dio nombre al lugar.
Sin embargo, según otro autor, el ben de Benilloba tendría muy pocas posibilidades de estar relacionado en su origen con el vocablo árabe, lo más probable sería que tuviera su origen en el ben ibérico que significa «monte» o «altura». Con llo («tierra») y ba («bajo»), Benilloba significaría «el cerro o monte de la tierra baja».

## Geografía

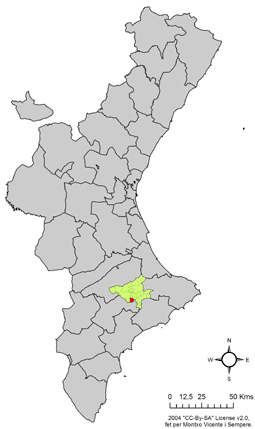
Localización de Benilloba respecto a la Comunidad Valenciana.

Localización de Benilloba respecto a la comarca del Condado de Cocentaina.

Está situado en la margen derecha del río Frainos, también conocido popularmente como río de Penáguila, en las estribaciones de la sierra de Aitana, entre la serreta de Alcoy y la sierra de la Serrella, atravesado por la carretera que lleva desde Alcoy a Callosa de Ensarriá.
En su término municipal son interesantes:
- Los Parajes del Salt, con vestigios de un acueducto, de un puente y de dos antiguos molinos harineros;
- El Barranc de Cuixot, con un acueducto.
- El Tossal d'Espinós, siendo este un emblema municipal, ya que antiguamente se ubicaba una cruz de madera en su cima, y las vistas al municipio son inmejorables.

La altitud del término municipal varía entre 415 y 672 m sobre el nivel del mar.

### Localidades limítrofes
Benilloba limita con los términos municipales de Cocentaina, Gorga y Penáguila, todos de la provincia de Alicante.

## Historia
Población musulmana enclavada en la zona montañosa de Alicante, Benilloba pertenecía durante los siglos medievales, tras la Reconquista, al término general de Penáguila, teniendo la categoría de lugar (lloc), superior, por tanto, a la alquería.
Su nombre (escrito Benaloba) aparece por primera vez en un intercambio de tierras hecho en Cocentaina el 18 de junio de 1258 entre el rey Jaime I de Aragón, en aquel momento señor de la villa real de Penáguila y de todas sus dependencias y Eximeno Pérez de Orís, noble catalán. Un descendiente de este, Juan Eximeno de Orís, venderá finalmente esas tierras, el 3 de marzo de 1315 a Bernardo de Cruïlles, otro noble catalán y por entonces señor de Penáguila.

### Creación del señorío
La noticia más antigua sobre el régimen señorial en la localidad data del año 1316 en que Bernardo de Cruïlles la arrendó con todos sus derechos al judío - posiblemente valenciano - Juseff Almatesi, antes de venderla al año siguiente al rey Jaime II de Aragón. Éste la cedió poco después, el 23 de julio de 1317, a Violante de Grecia, hija de su segunda esposa, Blanca de Nápoles. En esta ocasión ya se habla de Benilloba como lugar con protagonismo propio y por primera vez independiente de Penáguila.
En 1357, las tropas del infante Fernando de Aragón y Castilla, en rebelión por motivos dinásticos con su hermanastro, el rey Pedro IV el Ceremonioso, atacaron la población y serían rechazadas por sus habitantes, que se hicieron fuertes en el recinto amurallado que por entonces defendía la villa. Totalmente poblada por mudéjares, Benilloba constituía una de las morería o aljamas más importantes de la zona.

### Los condes de Aranda
Los sucesores de Violante de Grecia mantuvieron el señorío sin problemas durante un siglo, hasta que el rey mandó al Baile General del Reino redimir su patrimonio y, creyendo éste que Benilloba se encontraba en esa situación se tropezó con la enérgica protesta del auténtico señor de la villa, Carlos de Beaumont Ximénez de Boil, descendiente de aquella Violante, motivando que Alfonso V de Aragón, el 20 de enero de 1418, le confirmara para él y sus descendientes el lugar de Benilloba.
Al morir Carlos sin descendencia, la totalidad de sus bienes pasaron a su pariente más próximo, Pedro Ximénez de Urrea, a quien el rey le otorgó el 20 de diciembre de 1420 el "mero y mixto imperio". La baronía de Benilloba perteneció así a los estados de la familia aragonesa de los Urrea, que recibió en 1488 del rey Fernando el Católico el título de conde de Aranda.

### Cristianización de Benilloba

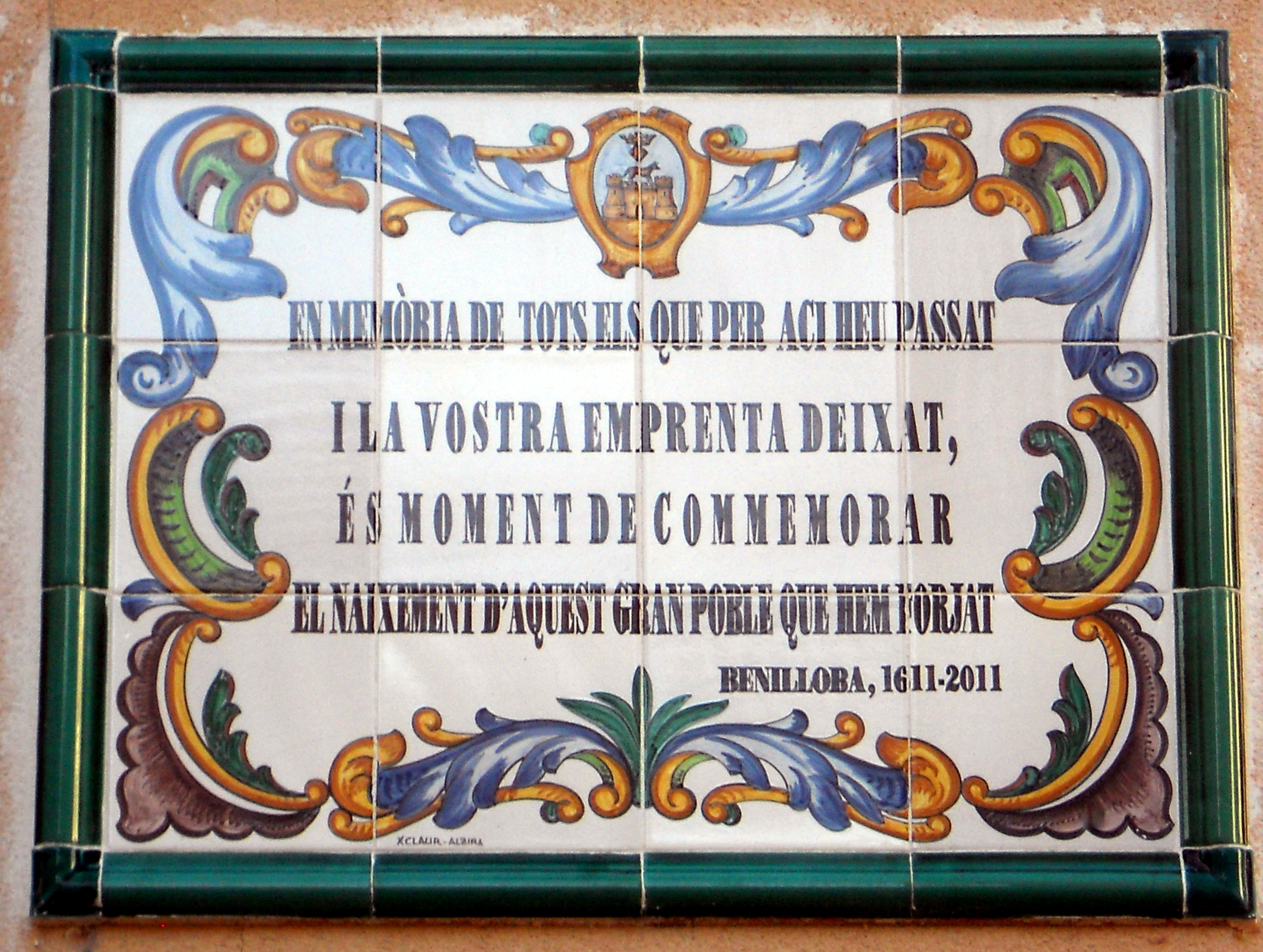
Placa conmemorativa en la fachada del Ayuntamiento de Benilloba con motivo del 400 aniversario del otorgamiento de su Carta Puebla (1611-2011)

En 1528 fue nombrado fray Bartolomé de los Ángeles, religioso franciscano, para evangelizar la zona. A pesar de las múltiples dificultades que le pusieron tanto los nobles como los que pretendía convertir, predicó en Benilloba y en todos los demás pueblos mudéjares de los alrededores, bautizándolos en su totalidad y, como fruto de tal labor, en 1530, fue bendecida la mezquita de Benilloba convirtiéndola en iglesia, anexionándola a la parroquia de Penáguila. Unos años después, en 1535, Benilloba fue erigida en parroquia independiente, desmembrándola de la de Penáguila, poniéndola bajo la advocación de la Virgen María y San Jerónimo, anexionándole Benasau y Benifallim.

### Expulsión de los moriscos y repoblación de Benilloba
En 1609 la villa se vio afectada por el bando de expulsión de los moriscos y sus casas y campos quedaron desiertos. Contaba con 330 familias de moriscos, unos 1485 habitantes aproximadamente.
En 1611, con el fin de repoblar Benilloba, los representantes de Antonio Ximénez de Urrea y Manrique de Lara, conde de Aranda, otorgaron Carta Puebla, la primera el 5 de septiembre, la segunda el 7 del mismo mes, tras la anulación de la precedente, seguramente exigida por los colonos ante las condiciones abusivas de los establecimientos señoriales. Parece claro que los 42 jefes de familia, cristianos viejos, que aparecen en la última Carta Puebla procedían, sobre todo, de lugares cercanos. Por escritura del 16 de diciembre de 1611, el representante del conde estableció así tres meses más tarde a 55 repobladores, adjudicándoles casas y tierras.

### Las epidemias de peste y el patronazgo de san Joaquín
La primera de las epidemias del seiscientos, la peste de Játiva (1596-1602), parece haber afectado Benilloba con muy poca importancia o incidencia, pues la mortalidad del pueblo, a juzgar por los registros parroquiales, no fue mayor en dicho período que en los años anteriores. La segunda epidemia de peste, quizá la mayor en incidencia por el importante número de muertos que causó en las comarcas próximas a Benilloba, fue la que se desarrolló entre 1647 a 1652. La epidemia se extendió tan rápidamente que causó el pánico entre los pobladores del Reino de Valencia y al igual que habían hecho otras poblaciones vecinas, Benilloba quiso tener un patrón a quien impetrar la protección ante la epidemia. A tal efecto, en 1647 se reunieron todos los habitantes de la villa en el templo parroquial, escribieron los concurrentes diversos nombres de santos en unas cedulillas que fueron colocadas en un sombrero y sorteadas por un niño. Repetida la insaculación por tres veces, las tres salió el nombre de San Joaquín por lo que los asistentes a dicha designación eligieron por patrono de Benilloba al patriarca san Joaquín.

### Los condes de Revillagigedo
El 19 de diciembre de 1757, Pedro Pablo Abarca de Bolea Ximénez de Urrea y Pons de Mendoza, conde de Aranda, y Ana María del Pilar Fernández de Híjar y Portocarrero, su mujer, vendieron el señorío de Benilloba a Juan Francisco Güemes y Horcasitas, primer conde de Revillagigedo.
Pese a las disposiciones que abolían los señoríos y los varios pleitos con la población desde 1836 hasta 1859, los condes de Revillagigedo mantuvieron su posición señorial hasta el mes de julio de 1955, mes en el que, María de la Concepción Ulloa y Fernández-Durán, grande de España, condesa de Revillagigedo, cedió, vendió y transfirió los derechos señoriales subsistentes a un particular, Carlos Martínez de Velasco y Moreno, abogado madrileño. Sigue pues vigente el señorío de Benilloba, como caso excepcional en la Comunidad Valenciana.

### Los últimos siglos

#### Las cofradías de la Virgen de los Dolores y de Santa Ana
En 1812, fue fundada la cofradía de la Virgen de los Dolores, a la cual fue consagrada en 1819 la capilla de la Comunión, situada al lado de la iglesia parroquial. Tradicionalmente, los jornaleros, labradores y otras profesiones agrícolas eran miembros de ésta. Unos años más tarde, hacia 1850, fue fundada por los obreros del sector textil, entonces en pleno desarrollo, otra cofradía, la de Santa Ana. Estas dos cofradías están ahora integradas en las fiestas patronales.

#### El agua potable
En 1847, año del segundo centenario del patronazgo de san Joaquín, se canalizó el agua potable desde un pozo encontrado en la partida de Petrosa y que denominaron la Fuente Nueva (la Font Nova), hasta el huerto de Francisco Barrachina, hoy plaza de la Fuente, y en una pared de la calle Mayor se instaló una fuente. Hasta entonces, la gente del pueblo y para su servicio doméstico, venía suministrándose, muy incómodamente, de los manantiales próximos, de pozos excavados, transportándola, con cántaros a mano y a lomo de caballerías, aquel que las tenía.

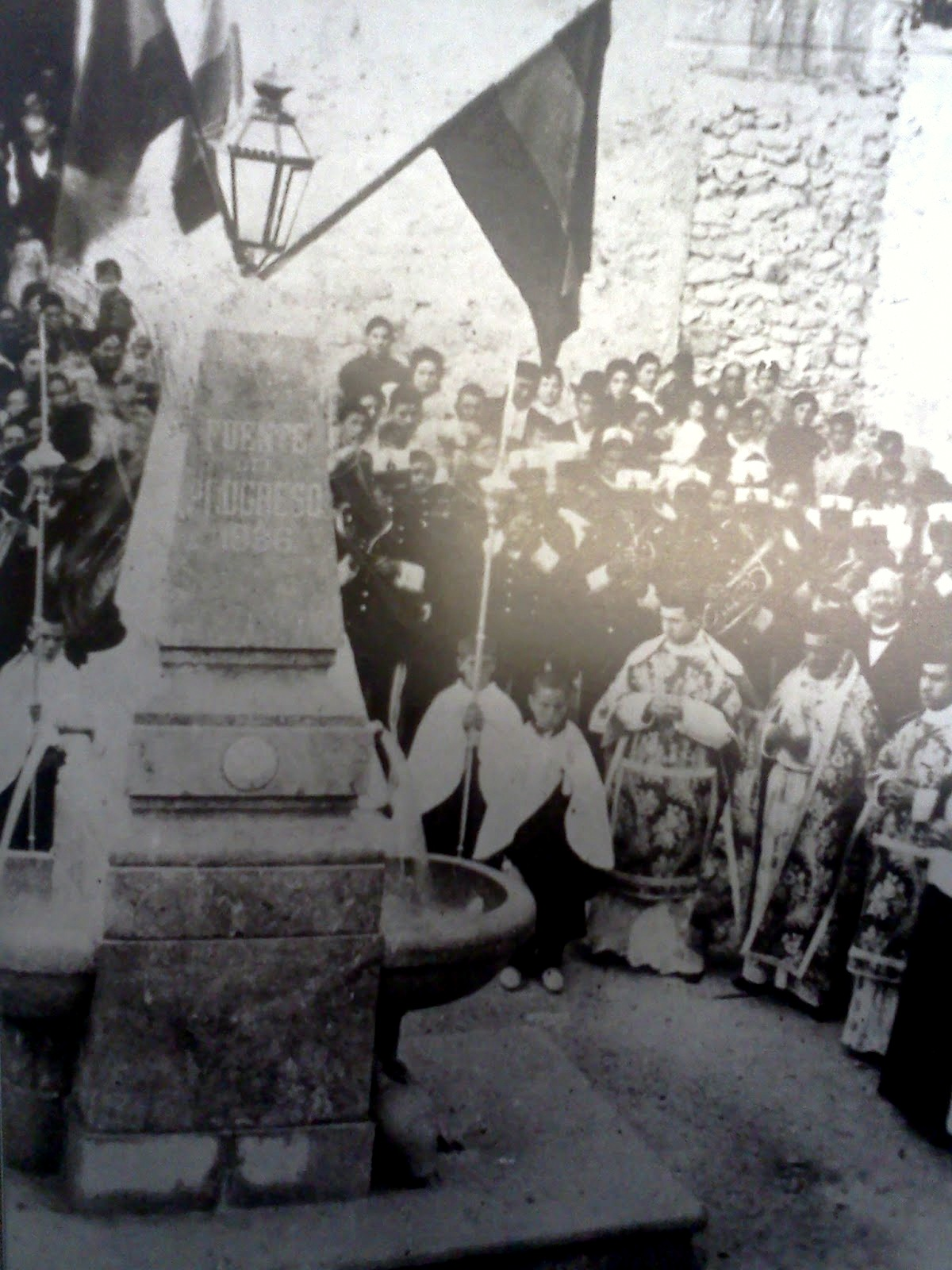
Inauguración y bendición de la Fuente del Progreso (1896)

El 22 de noviembre de 1890, el estadista José Canalejas visitó a Benilloba, donde salió a recibirle prácticamente todo el pueblo. En esta visita prometió una ayuda para recomponer la conducción del agua potable de la Font Nova que se encontraba deteriorado, cosa que se cumplió y se realizó al año siguiente o sea en el 1891.
Cinco años más tarde, en 1896, se inauguró la fuente del Progreso, magnífica fuente de mármol en el centro del pueblo.
El 2 de agosto de 1981, se inauguró, con posterioridad al hallazgo de un nuevo manantial de agua, el nuevo depósito del Calvario.

#### La sociedad musical
Hacia 1885, se fundó en Benilloba una banda de música, La Filarmónica Benillobense.

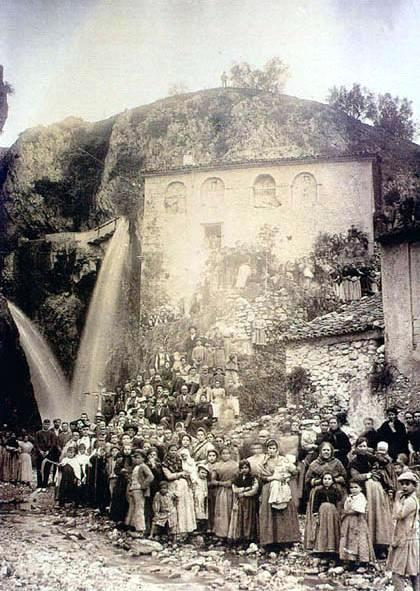
Molí del Salt - Inauguración y bendición de la Fàbrica de la Llum (1902)

#### La electricidad
La energía hidráulica del río Frainos, también conocido popularmente como río de Penáguila, permitió la electrificación de Benilloba. En 1899, Luís Orta Montpartler, vecino de Benilloba, compró el Molí del Salt en nombre de la Sociedad Eléctrica de Benilloba en el estatuto de la cual ya indicaba como finalidad "facilitar al público fuerza y luz eléctrica y en general cuantas aplicaciones tenga la electricidad". Unos años más tarde, en 1902, fue inaugurada y bendecida la Fàbrica de la Llum.

#### Una fuerte emigración a principios delsigloXX
En los primeros años del siglo XX, al haber decaído las industrias establecidas en el siglo anterior, hubo una marcha masiva de la juventud al extranjero, principalmente a los Estados Unidos de América, Argentina y Francia.

#### La llegada del automóvil

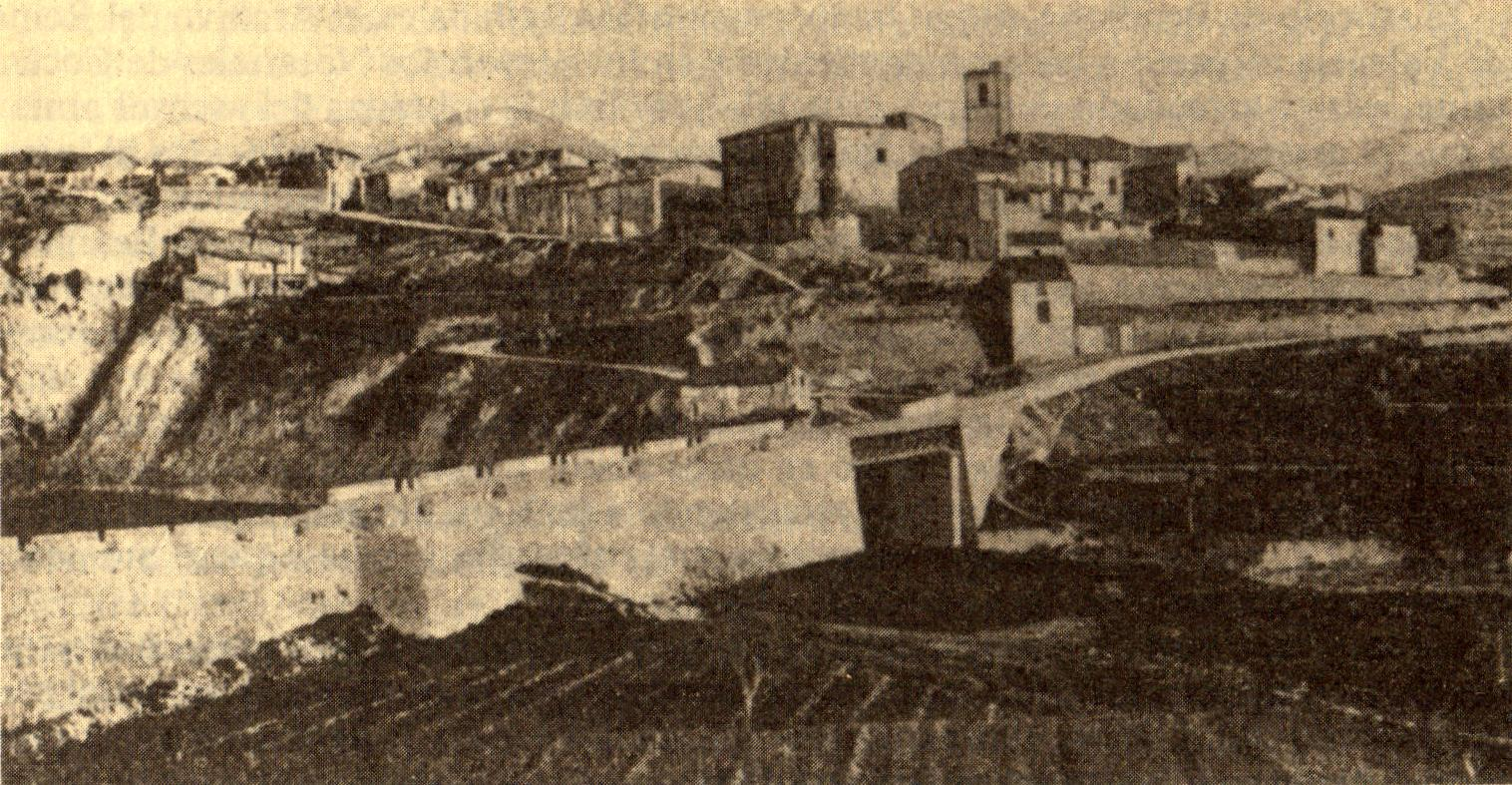
Vista antigua de Benilloba (1912)

En 1912, se inauguró la carretera provincial n°3313, de Callosa de Ensarriá a Alcoy, que atraviesa Benilloba. Unos años más tarde, en 1924, se puso en circulación el primero coche de pasajeros de Benilloba hasta Alcoy.

#### Las escuelas
En 1929, se terminó la construcción del grupo escolar, actual centro de jubilados, que acogió la enseñanza de niños y niñas hasta el año 1982.
Este mismo año, el 25 de julio de 1982, el ministro de Comercio y Turismo y de Transportes y Comunicaciones, Luis Gámir Casares, inauguró el nuevo colegio comarcal de Benilloba (Colegio público Virgen de los Dolores).

#### La Guerra Civil
Durante la Guerra Civil, hubo una interrupción de la vida religiosa y parroquial. La iglesia fue incendiada dos veces al comienzo de la guerra, en la noche del 6 al 7 de marzo y en la noche del 22 al 23 de julio de 1936, noche durante la cual la mayor parte de sus ornamentos interiores fueron destruidos.

#### Las tresFilaesde Benilloba
En 1947, se crearon las tres Filaes de Benilloba con motivo de las fiestas del III centenario del patronazgo de san Joaquín: Moros del Castillo, Cristianos de La Palmera y Moros del Arrabal.

#### El centro de salud
En 1991, se inauguró el centro de salud comarcal, centro de atención primaria.

#### El desarrollo sostenible
El 13 de enero de 2011, el municipio recibió la distinción de Ciudad de la Ciencia y la Innovación 2010, tras la instalación de una planta solar fotovoltaica en la cubierta del colegio público con el objetivo de reducir las emisiones de gases a la atmósfera y conseguir una fuente de energía renovable. El galardón le fue entregado por los Príncipes de Asturias en un acto celebrado en Madrid.

## Geografía humana

### Demografía
Cuenta con una población de 747 habitantes (INE 2024).
| Gráfica de evolución demográfica de Benilloba entre 1842 y 2021                                                       |
| |
| Población de derecho según los censos de población del INE. Población de hecho según los censos de población del INE. |

### Economía

#### Agricultura
Las tierras agrícolas representan el 73 % de la superficie municipal. Basadas principalmente en una agricultura de secano, predominan los cultivos leñosos (64 %), con el olivo (335 ha) y los árboles frutales (174 ha).

#### Industria
Tradicionalmente Benilloba ha destacado por su industria textil. En la década de los 60, este sector se modernizó y fueron muchas las fábricas textiles que se abrieron en la zona. La industria textil de esta zona atravesó una profunda crisis desde 1970 y en los años 1980 desaparecieron todas las fábricas dedicadas a la producción de mantas. Las dedicadas a géneros de punto se mantuvieron hasta la primera década del siglo XXI pero ahora han desaparecido en su totalidad.

## Administración y política
El actual alcalde del municipio es Jose Ramón Martí Doménech, del Partit Socialista del País Valencià.
| Elecciones municipales del 28 de mayo de 2023 |         |                           |       |         |            |            |
| Partido                                       | Partido | Candidato                 | Votos | Votos   | Concejales | Concejales |
| Partido Socialista del País Valenciano-PSOE   |         | Jose Ramón Martí Doménech | 258   | 51,91 % | 4          | 2          |
| Partido Popular                               |         | Ramón Pérez Doménech      | 232   | 46,68 % | 2          | 1          |
| Fuente: Ministerio del Interior (España).     |         |                           |       |         |            |            |

| Periodo   | Nombre                                               | Partido                                  |
| --------- | ---------------------------------------------------- | ---------------------------------------- |
| 1979-1983 | Joaquín Doménech Boronat                             | UCD                                      |
| 1983-1987 | Emilio Monerris Catalá                               | PSPV-PSOE                                |
| 1987-1991 | Emilio Monerris Catalá                               | PSPV-PSOE                                |
| 1991-1995 | José Cortés Cascant                                  | PSPV-PSOE                                |
| 1995-1999 | Fernando Carbonell Llinares                          | PP                                       |
| 1999-2003 | María Elena Mira Sousa                               | PSPV-PSOE                                |
| 2003-2007 | María Elena Mira Sousa Rosalía Rosario Llorens Baena | PSPV-PSOE TPB                            |
| 2007-2011 | María Fernanda Sanz Biosca                           | PP                                       |
| 2011-2015 | María Fernanda Sanz Biosca                           | PP                                       |
| 2015-2019 | Anna Dèlia Gisbert Climent                           | Compromís                                |
| 2019-2023 | Saül Jordà Ferrer                                    | Partit Socialista del País Valencià-PSOE |
| 2023-act. | Jose Ramón Martí Doménech                            | Partit Socialista del País Valencià-PSOE |

## Monumentos y lugares de interés

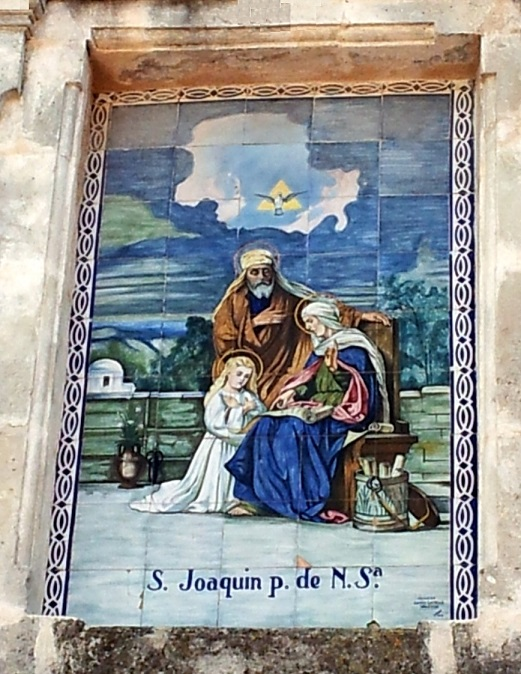
San Joaquín (Iglesia de la Natividad de Nuestra Señora de Benilloba)

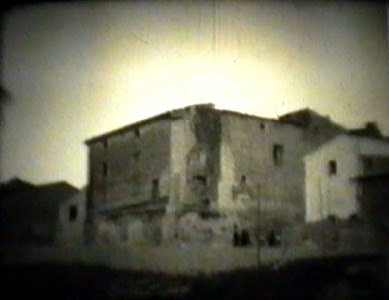
Vista antigua del Palacio de los Condes de Revillagigedo (1933)

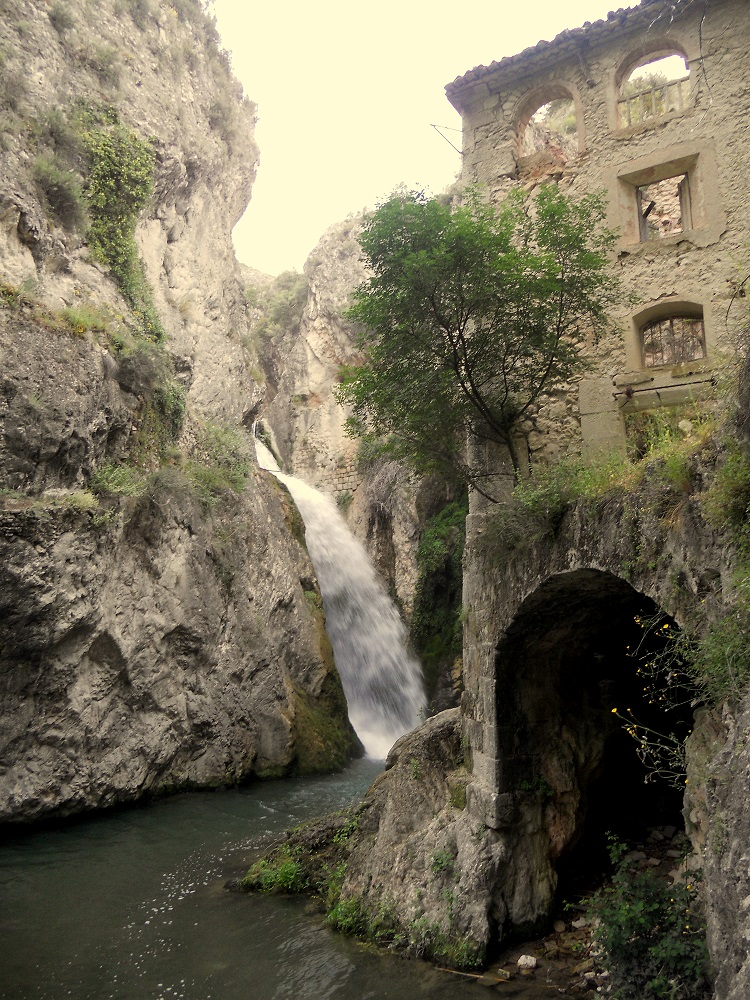
Ruinas del Molí del Salt

- Iglesia de la Natividad de Nuestra Señora de Benilloba (siglo XVII). Iglesia parroquial. Edificio de interés arquitectónico restaurado en 1993 y 1995 por alumnos de Historia del arte de la Universidad de Valencia. Iglesia neoclásica, su planta es de cruz latina con nave de tres tramos y capillas laterales con el típico corredor sobre las cornisas de los paños laterales. El crucero está cubierto por una falsa cúpula que no se refleja al exterior. El presbíterio es profundo y la bóveda de cañón se adorna con florones y con frescos que representan cuatro heroínas bíblicas y a san Juan de Ribera. La capilla de la Comunión (siglo XIX), independiente, está situada al otro lado de la torre: consta de una nave con bóveda de cañón, con lunetos en los extremos. En un lado se alza la potente torre prismática de sillería, de cuatro cuerpos cúbicos, bien proporcionada, sin más coronación que el último cuerpo, igual a los inferiores, que alberga las campanas.[30]
- Palacio de los Condes de Revillagigedo (siglo XVIII). Construido sobre el antiguo edificio fuerte de la primitiva alquería y del núcleo urbano medieval, la antigua casa-fortaleza, que disponía de una torre hasta el siglo XIX, se derrumbó en 1958 como consecuencia de un fuerte temporal.
- Retablos de cerámica (siglo XVIII). En las calles del pueblo se encuentran antiguos retablos de cerámica con representación de los santos que dan nombre a la calle.[31]
- Molí Vell. Molino harinero en ruinas situado cerca del puente en la entrada del pueblo, anterior al Molí del Salt, también conocido como Molí del Pont a causa de su emplazamiento, Molí del Comte, para ser propiedad señorial de los Condes de Revillagigedo o todavía Molí de Blai, del nombre de su propietario, Blai Santana, que lo compró en 1883, antes de transmitirle a su hijo, Francisco Santana, último molinero. En actividad hasta los años 1950. Destruido en los años 1990.
- Molí del Salt (siglo XVIII). Está situado en la partida denominada, partida del Salt del término municipal. A la parte izquierda del río Frainos, también conocido popularmente como río de Penáguila. Se llega a él, pasando por una fuente (la Font de la Teulería) y lo que queda del acueducto del mismo nombre, por un molino (Molí de les Penyes del Salt construido en 1852 por Francisco Ximeno Blanes) y por un antiguo puente. La bajada hasta el molino está habilitada con una escalera de mampostería, por lo que el acceso es factible a cualquier persona. Sin duda, el molino del Salt es el más singular y espectacular de toda la comarca. Se encuentra en un emplazamiento de paredes verticales y agua. El río, causante de esta maravilla natural, transcurre antes de llegar al molino, por un desfiladero calcáreo que en las proximidades del molino realiza un salto de agua de casi veinte metros de altura. El molino puede ser visitado en cualquier momento pues se trata de un paraje de libre acceso. Actualmente, el molino se encuentra en un estado de ruina bastante avanzado: todos los tejados se han hundido, quedando solo las paredes. El edificio todavía tiene todas las puertas y también las esquinas de sillares, algunos de cierta magnitud, igual que las paredes, tanto la que se levanta sobre la roca a la orilla del río como la que se encuentra en la vertiente de la montaña. Este molino se construyó durante la década de 1760-1770 y sus propietarios, los condes de Revillagigedo, lo arrendaron a varios molineros antes de venderlo en 1865 a Don Benjamín Barrié Dosonié, cónsul de su Majestad Británica al Reino de Valencia. En 1899, Luís Orta Montpartler, vecino de Benilloba, compró el molino en nombre de la Sociedad Eléctrica de Benilloba (La Fàbrica de la Llum).
- Barranc de Cuixot (siglo XVIII). Entre los límites municipales de Benilloba y Penáguila, cerca del Molí harinero de Raimundo situado en el término de Penáguila, hay acueducto (La Canal) que consta de dos arcos. Su particularidad es la diferencia de tamaño de sus arcos, uno pequeño y el otro de grandes proporciones y de diseño curvado. Este acueducto se construyó en 1794 para que la acequia d’Ombria atravesara el Barranco y regara las huertas de Benilloba.
- Molí de Paper (siglo XIX). Molino en ruinas situado sobre el antiguo camino de Benilloba a Benifallim, también conocido como Molí del Barranquet de Soler, Barranquet de Monllor o Molí del Llatero. Molino harinero construido en 1813 por Blas Herrero (el primero construido libre de derechos señoriales), arrendado y convertido más tarde en molino papelero.
- Molí del Noguer (siglo XIX). Molino hoy desaparecido. Molino harinero situado en la entrada del pueblo, construido en 1818 por Blas Herrero, arrendado, sin actividad desde el 1931 y destruido en los años 1970.

## Fiestas
- Mercado Tradicional de Viernes Santo. Demostración y venta de productos tradicionales de la zona, como embutidos, platos típicos, quesos, vinos, aceite de oliva y la tradicional Mona de Pascua. Exposición también de telares antiguos tradicionales (En el Llar del Jove se puede ver el funcionamiento de máquinas antiguas que han sido el motor económico de Benilloba desde inicios del siglo XX).
- Día de san Vicente. Se celebra el lunes después del domingo de Pascua. A las 6 de la mañana canto de la Aurora por las calles del pueblo. A continuación, Procesión dels Combregats, donde la Santísimo visita a las personas enfermas o impedidas que así lo desean. Al mediodía tiene lugar el Asado Popular en el patio de las antiguas escuelas.
- Fiestas Patronales. Se celebran durante cinco días, del 14 al 18 de agosto, en honor de san Joaquín (Sant Joaquim o Xoxim en valenciano). Son las fiestas mayores. Los actos eclesiásticos dedicados al Patrón del pueblo, se conjugan con los propios de las fiestas de Moros y Cristianos, representados en Benilloba por las tres Filaes: Moros del Castillo, Cristianos de La Palmera y Moros del Arrabal. El segundo sábado del mes de julio se inicia las fiestas con el Acto de la Proclamación, donde los miembros de las Filaes, acompañados por la Banda de Música, La Filarmónica Benillobense, desfilan por las calles del pueblo, anunciando que a partir de ese día empiezan las fiestas.
- Noche de la Olla. (Nit de l'Olla en valenciano). Primer día de las fiestas patronales (14 de agosto). La Entrada de Bandas, a las ocho de la tarde, marca el inicio de los cuatro días grandes de las fiestas patronales. Desfilan por el pueblo las Filaes con su Banda de Música y el Ayuntamiento con la Filarmónica Benillobense. A continuación los festeros acuden a cenar a las respectivas sedes. A las doce de la noche, empieza el acto que caracteriza las fiestas: la Noche de la Olla. Se trata de un desfile humorístico protagonizado por los festeros sobre temas que han marcado la actualidad nacional e internacional del año.
- Día de la Entrada. Segundo día de las fiestas patronales (15 de agosto). Diana a las siete de la mañana. A las siete de la tarde tiene lugar la Entrada de Moros y Cristianos, desde Los Pinets hasta la Plaza del Castillo.
- Día de san Joaquín. (Sant Joaquim o Xoxim en valenciano). Tercero día de las fiestas patronales (16 de agosto). Diana a las ocho de la mañana. Este es el día principal de los actos en honor del Patrón. A las doce, Misa Mayor con representación de las autoridades municipales y de los festeros, con sus cargos. Por la tarde, Procesión con las imágenes de Santa Ana, Virgen de los Dolores y san Joaquín, cada uno llevado por una Filà. Para finalizar, después de cantar el himno, se dispara un castillo de fuegos de artificiales.
- Día de las Embajadas. Penúltimo día de las fiestas patronales (17 de agosto). A las doce de la mañana se representa la Embajada Mora en la Plaza del Castillo, donde las tropas moras conquistan el castillo de la villa. Por la tarde, es el bando Cristiano el que reconquista la plaza.
- Día del Niño. Último día de las fiestas patronales (18 de agosto). Día dedicado a los niños con actividades en la piscina municipal. Por la noche, cena de sobaquillo y para finalizar la fiesta a las 12 de la noche tiene lugar un espectacular correfoc (desfile de personas disfrazados de demonio que saltan entre el fuego de los cohetes y la música de la dulzaina).
- Danzas típicas en honor a la Virgen María. Se celebran el primer fin de semana de septiembre. Organizada por los Mayorales, que son los jóvenes que cumplen los dieciocho años, els Quintos. Desde jueves hasta domingo se baila en la Plaza del Omet la Dansà de Benilloba, con el traje típico, pequeños y grandes, y todo aquel que quiera añadirse y tenga ganas de bailar. Els Dolçainers son los que interpretan la música de la Dansà. El domingo hay Misa Mayor y Ofrenda de flores a la Virgen María.
- 9 de octubre. Fiesta que se conmemora con el día de las paellas en el patio de las antiguas escuelas. A las 12 del mediodía, después de leer el manifiesto, hay pasacalle con enanos y gigantes hasta la calle Jaime I, donde se dispara una traca. A continuación, se prepara la paella para comer todos juntos.

## Deportes
Benilloba tiene un equipo de fútbol sala creado en 2019. Este es el Athlètic Benilloba, llamado primeramente Fútbol Sala Benilloba. Juega actualmente en la primera división de la liga comarcal de fútbol sala, aunque en la temporada 2021/2022 llegó a jugar en la división de honor de dicha liga.

## Concurso de televisión
En Benilloba en 2010 se organizó un concurso por el Canal 9 de televisión, en el que parejas que necesitaban casa competían para conseguir una en ese pueblo.